# William Stoddart
Pour les articles homonymes, voir Stoddart.
Ne doit pas être confondu avec William Stoddard.
William Stoddart, né le 25 juin 1925 à Carstairs en Écosse et mort le 9 novembre 2023 à Windsor (Ontario) au Canada, est un traducteur, essayiste et philosophe pérennialiste écossais.

## Biographie
Il étudie aux universités de Glasgow, d'Édimbourg et de Dublin. Diplômé en médecine, il exerce sa profession quelques années dans son cabinet de généraliste avant d'opter pour la recherche dans l'industrie pharmaceutique.
En 1945, il découvre les écrits d'Ananda Coomaraswamy puis ceux de René Guénon, qui l'initient au pérennialisme. En 1953, il rencontre deux autres pérennialistes : Titus Burckhardt et Frithjof Schuon, lequel deviendra son guide spirituel.
Très intéressé par les religions, il voyage abondamment, notamment au Mont Athos, en Afrique du Nord, en Inde, au Sri Lanka, au Japon.
En 1968, il s'installe à Londres, où il devient rédacteur adjoint de la revue Studies in Comparative Religion. En 1982, il émigre à Windsor en Ontario (Canada), où il poursuit la rédaction d'essais et de traductions en anglais d'ouvrages pérennialistes français et allemands. Il y meurt le 9 novembre 2023, âgé de 98 ans

## Ouvrages
La plupart des titres ont été traduits en français.
- Sufism: The Mystical Doctrines and Methods of Islam, Paragon House Publishers, 1985
- Outline of Hinduism, Foundation for Traditional Studies, 1993
- Outline of Buddhism, Foundation for Traditional Studies, 1998
- Hinduism and Its Spiritual Masters, Fons Vitae, 2006
- Invincible Wisdom, Sophia Perennis, 2007
- Remembering in a World of Forgetting, World Wisdom, 2008
- What does Islam mean in today's world ?, World Wisdom, 2012
- Outline of Sufism: The Essentials of Islamic Spirituality, World Wisdom, 2013

En tant que directeur de publication :
- The Essential Titus Burckhardt: Reflections on Sacred Art, Faiths, and Civilizations, World Wisdom, 2003
- Religion of the Heart: Essays Presented to Frithjof Schuon on His Eightieth Birthday, Foundation for Traditional Studies, 1991 (co-direction avec Seyyed Hossein Nasr)